# Chulé
Chulé é o nome popular dado à bromidrose quando acontece nos pés, mais precisamente podobromidrose. É causada pelo suor excessivo na planta dos pés e agravada pela falta de higiene.

## Etimologia
"Chulé" é originário dos termos da língua cigana chu(l)ló e chu(l)li.

## Incidência
Qualquer pessoa, independente da idade ou do sexo, está suscetível a ter chulé. Os adolescentes, porém, sofrem mais com o chulé. Os hormônios aumentam a transpiração nos pés. O suor excessivo também pode estar relacionado a doenças como hipertiroidismo, diabetes e obesidade. Em alguns casos, o chulé acompanha problemas como micoses, alergias e eczema.
Mas, de fato, estas podem ser só as consequências de causas mais profundas e, ao mesmo tempo, até bem simples de controlar, como, por exemplo, o consumo excessivo de carnes vermelhas, pois, tendo estas grande quantidade de toxinas, o organismo tende a excretá-las, o que pode tornar as fezes mais apetecíveis às bactérias e causadoras de tais odores.[carece de fontes?]

## Ação das bactérias
O mau cheiro decorre da ação de bactérias que se alimentam do suor e de todo material que se encontra sobre a pele.
As bactérias estão presentes na epiderme, a camada superficial da pele. A umidade faz com que elas proliferem mais rapidamente.
Os microrganismos decompõem o suor excessivo. A decomposição é um processo de fermentação e libera gases de odor ruim.
Sapatos fechados, de borracha ou de plástico e meias sintéticas facilitam a produção de suor e impedem a ventilação dos pés.
Para reduzir o mau cheiro provocado pelo chulé, é necessário fazer com que o suor dos pés diminua ou reduzir as bactérias que estão na região dos pés.

## Tratamentos

### Antissépticos
Evitam a proliferação de bactérias, além de funcionar como compressores dos poros e inibidores da secreção de suor.

### Iontoforese
Trata-se de placas que, colocadas na região plantar, promovem uma troca de íons que diminui a transpiração.

### Medicamentos
O uso de medicamentos só é indicado em casos extremos e deve ser prescrito por um médico.

## Formas de controle
- Procurar usar meias de algodão.
- Evitar o uso de tênis sem meias.
- Expor os sapatos ao sol e usá-los em dias alternados.
- Trocar de sapatos e meias uma ou duas vezes por dia.
- Sempre que possível, evitar o uso de calçados fechados para que os pés sejam arejados.
- Tentar secar o suor dos pés durante o dia.
- Lavar os pés pela manhã e à noite, especificamente entre os dedos.
- Usar cremes esfoliantes pelo menos 1 vez por semana e lavar os pés sempre utilizando uma bucha vegetal, esfregando-a especialmente na sola dos pés, eliminando assim as células mortas.
- Hoje em dia existem palmilhas com Nanotecnologia que combatem o chulé como a Silverpower da Mr. Step tratada com íons de prata.